# ماريو سيلفا
ماريو سيلفا (بالبرتغالية: Mário Fernando Magalhães da Silva‏) (24 أبريل 1977 في البرتغال - ) هو مدرب كرة قدم ولاعب كرة قدم برتغالي في مركز الدفاع. شارك مع منتخب البرتغال تحت 20 سنة لكرة القدم ومنتخب البرتغال تحت 21 سنة لكرة القدم ومنتخب البرتغال لكرة القدم. أما مع النوادي، فقد لعب مع ريكرياتيفو ونادي بوافيشتا ونادي بورتو ونادي قادش ونادي نانت ودوكسا كاتوكوبياس ‏.

## مسيرته الكروية
لعب ماريو سيلفا خلال مسيرته الاحترافية مع 6 أندية في أربعة عشر موسمًا وسجل خلالها 3 أهداف ضمن 200 مباراة. حيث فاز في موسمين بالكأس وفي ثلاثة مواسم بالدوري.
خاض ماريو سيلفا مسيرته مع نادي بوافيشتا في موسم 1995–96 في المرة الأولى ليلعب معه خمسة مواسم ثم في موسم 2006–07 ولمدة موسمين، مشاركًا طوالها في 114 مباراة سجل خلالها هدفين. ثم انتقل إلى نادي نانت في موسم 2000–01 لمدة موسم واحد، حيث شارك في 20 مباراة ولم يسجل أي هدف. لينتقل بعدها إلى نادي بورتو في موسم 2001–02 واستمر معه طيلة ثلاثة مواسم، مشاركًا في 34 مباراة ولم يسجل أي هدف أيضًا. ثم انتقل إلى نادي ريكرياتيفو في موسم 2004–05 لمدة موسم واحد، مشاركًا في 22 مباراة ولم يسجل أي هدف أيضًا. هذا وانتقل لاحقًا إلى نادي قادش في موسم 2005–06 لمدة موسم واحد، مشاركًا في 7 مباريات ولم يسجل أي هدف أيضًا. ثم انتقل بعدها إلى دوكسا كاتوكوبياس ‏ في موسم 2008–09 لمدة موسم واحد، مشاركًا في 3 مباريات سجل خلالها هدفًا واحدًا.

## وصلات خارجية
- ماريو سيلفا على موقع قاعدة بيانات كرة القدم.إي يو (الإنجليزية)
- ماريو سيلفا على موقع ناشيونال فوتبول تيمز (الإنجليزية)
- ماريو سيلفا على موقع Soccerway.com (الإنجليزية)